# Hypopygus
Hypopygus é um gênero de peixes sul-americanos de água doce.

## Espécies
- Hypopygus benoneae L. A. W. Peixoto, Dutra, de Santana & Wosiacki, 2013[2]
- Hypopygus hoedemani de Santana & Crampton, 2011
- Hypopygus isbruckeri de Santana & Crampton, 2011
- Hypopygus lepturus Hoedeman, 1962
- Hypopygus minissimus de Santana & Crampton, 2011
- Hypopygus neblinae Mago-Leccia, 1994
- Hypopygus nijsseni de Santana & Crampton, 2011
- Hypopygus ortegai de Santana & Crampton, 2011